# Умару Сісоку Ембало
Умару Сісоку Ембало (порт. Umaro Mokhtar Sissoco Embaló; 23 вересня 1972, Бісау, Португальська Гвінея) — державний і політичний діяч Гвінеї-Бісау. Політолог і військовий офіцер, який обіймав посаду прем'єр-міністра 18 листопада 2016—16 січня 2018. Президент країни з 27 лютого 2020 року.

## Біографія
Народився 23 вересня 1972 року в Бісау, Португальська Гвінея. Здобув ступінь з міжнародних відносин у Вищому інституті соціальних та політичних наук у Технічному університеті Лісабона і ступінь магістра в галузі політичних наук, а також ступінь доктора міжнародних відносин у Мадридському університеті Комплутенсе. Вільно володіє португальською та іспанською мовами, а також володіє англійською, французькою, арабською мовами та суахілі.
Проходив військову службу в армії Гвінеї-Бісау, навчався у Центрі національної оборони Іспанії, а потім проводив дослідження в галузі національної безпеки в Брюсселі, Тель-Авіві, Йоганнесбурзі, Японії та Парижі. Йому присвоєно звання бригадного генерала збройних сил Гвінеї-Бісау. До 2020 спеціалізувався на африканських і близькосхідних питаннях, а також у галузі оборони, міжнародного співробітництва та розвитку. Є колишнім міністром у справах Африки. Сформував кабінет уряду 13 грудня 2016 року, після призначення президентом Жозе Маріу Вашем на посаду прем'єр-міністра 18 листопада 2016 року.
Після того, як став прем'єр-міністром, то зіткнувся з бойкотом своєї власної партії — Африканської партії незалежності Гвінеї і Кабо-Верде (ПАІГК), яка силами Центрального комітету висловила йому недовіру: 26 листопада 2016 року «проти» нього проголосувало 112 осіб та 11 «за».
Як голова уряду він міг розраховувати лише на підтримку Партії соціального оновлення, другої за кількістю парламетаріїв у Національному народному зібранні Гвінеї-Бісау. 13 січня 2018 року в нього розпочався конфлікт з президентом країни Жозе Маріу Ваш, що призвело до відставки Умару Сісоку Ембало 16 січня 2018 року.
24 листопада 2019 року вийшов у другий тур президентських виборів у Гвінеї-Бісау, отримавши у першому турі 27,65 % голосів виборців та друге місце. 29 грудня 2019 здобув впевнену перемогу у другому турі над колишнім прем'єр-міністром країни Сімойншем Домінгуш Перейра з результатом 53,55 % голосів виборців. Про це стало відомо вже 2 січня 2020 року.

## На чолі країни
Проте у січні розпочалися зволікання, багато прихильників діючої влади не хотіли віддавати владу опозиції. Наприкінці січня ЕКОВАС заявило, що воно визнає президентом країни Ембало. 27 лютого 2020 року обійняв посаду президента Гвінеї-Бісау, новим прем'єр-міністром став постійний кандидат в президенти від військових Нуно Гоміш Набіам. На наступний день противники проголосили тимчасовим президентом Сипріану Кассама.
У лютому 2022 Умару Сісоку Ембало повідомив, що в країні відбулася невдала спроба державного перевороту. За словами глави держави, це був не просто переворот, а спроба вбити президента, прем'єр-міністра Нуно Гоміша Набіама і весь кабінет міністрів.